# Albertisia
Albertisia, biljni rod iz porodice Menispermaceae, dio je tribusa Tiliacoreae. Rodu pripada 20 vrsta lijana i grmova iz tropske i južne Afrike i tropske i suptropske Azije
Opisan je u Malesia Raccolta ... 1: 161. 1877.

## Vrste
1. Albertisia apiculata (Troupin) Forman
2. Albertisia capituliflora (Diels) Forman
3. Albertisia cordifolia (Mangenot & Miege) Forman
4. Albertisia crassa Forman
5. Albertisia cuneata (Keay) Forman
6. Albertisia delagoensis (N.E.Br.) Forman
7. Albertisia exelliana (Troupin) Forman
8. Albertisia ferruginea (Diels) Forman
9. Albertisia glabra (Diels ex Troupin) Forman
10. Albertisia laurifolia Yamam.
11. Albertisia mangenotii (Guillaumet & Debray) Forman
12. Albertisia mecistophylla (Miers) Forman
13. Albertisia megacarpa Diels ex Forman
14. Albertisia papuana Becc.
15. Albertisia porcata Breteler
16. Albertisia puberula Forman
17. Albertisia scandens (Mangenot & Miege) Forman
18. Albertisia triplinervis Forman
19. Albertisia undulata (Hiern) Forman
20. Albertisia villosa (Exell) Forman